# Михайловка (Валковская городская община)
Михайловка (укр. Михайлівка) — село в Валковской городской общине Богодуховского района Харьковской области Украины.
Код КОАТУУ — 6321284011. Население по переписи 2001 г. составляет 27 (9/18 м/ж) человек.

## Географическое положение
Село Михайловка находится на правом берегу реки Орчик, чуть выше по течению от места впадения в неё реки Грушевая. На реке плотина, которая образует Михайловское водохранилище (~70 га).
Часть села раньше называлась Остапенков.

## История
- 1753 — год первого упоминания села[1].

## Экономика
- В селе есть молочно-товарная, свино-товарная и овце-товарная фермы, машинно-тракторные мастерские.

## Объекты социальной сферы
- Школа.
- Клуб.
- Дом культуры.
- Фельдшерско-акушерский пункт.
- Больница.

## Достопримечательности
- Братская могила советских воинов.